# 2008 TS26
2008 TS26とは、アポロ群に属する地球近傍小惑星の1つである。
2008 TS26は、絶対等級が33.2等級しかなく、発見されている天体の中で最も小さい直径を持つと考えられている。アルベドが分からないと正確な直径は求まらないが、多くの地球近傍小惑星に適用されている値である0.13を入れると、直径はわずか84cmである事がわかる。これほど小さな天体が発見されたのは、発見日である2008年10月9日に、地球の中心からわずか1万2500km (0.0000837AU) のところを通過したためである。これは地球半径約2倍程度である。なお、月には39万4000km (0.00264AU) まで接近している。2008 TS26はあまりにも小さいため、最も明るくなった時でも視等級は15.5等級にしかならず、計20回しか位置が観測されなかったため、大雑把な軌道計算しかできていない。
2008 TS26の軌道と地球軌道との最小距離 (EMoid) は約10900km (0.0000729AU) である。